# Główczyce (Pommeren)
Główczyce (Duits: Glowitz) is een dorp in de Poolse woiwodschap Pommeren. De plaats maakt deel uit van de gemeente Główczyce en telt 1950 inwoners.

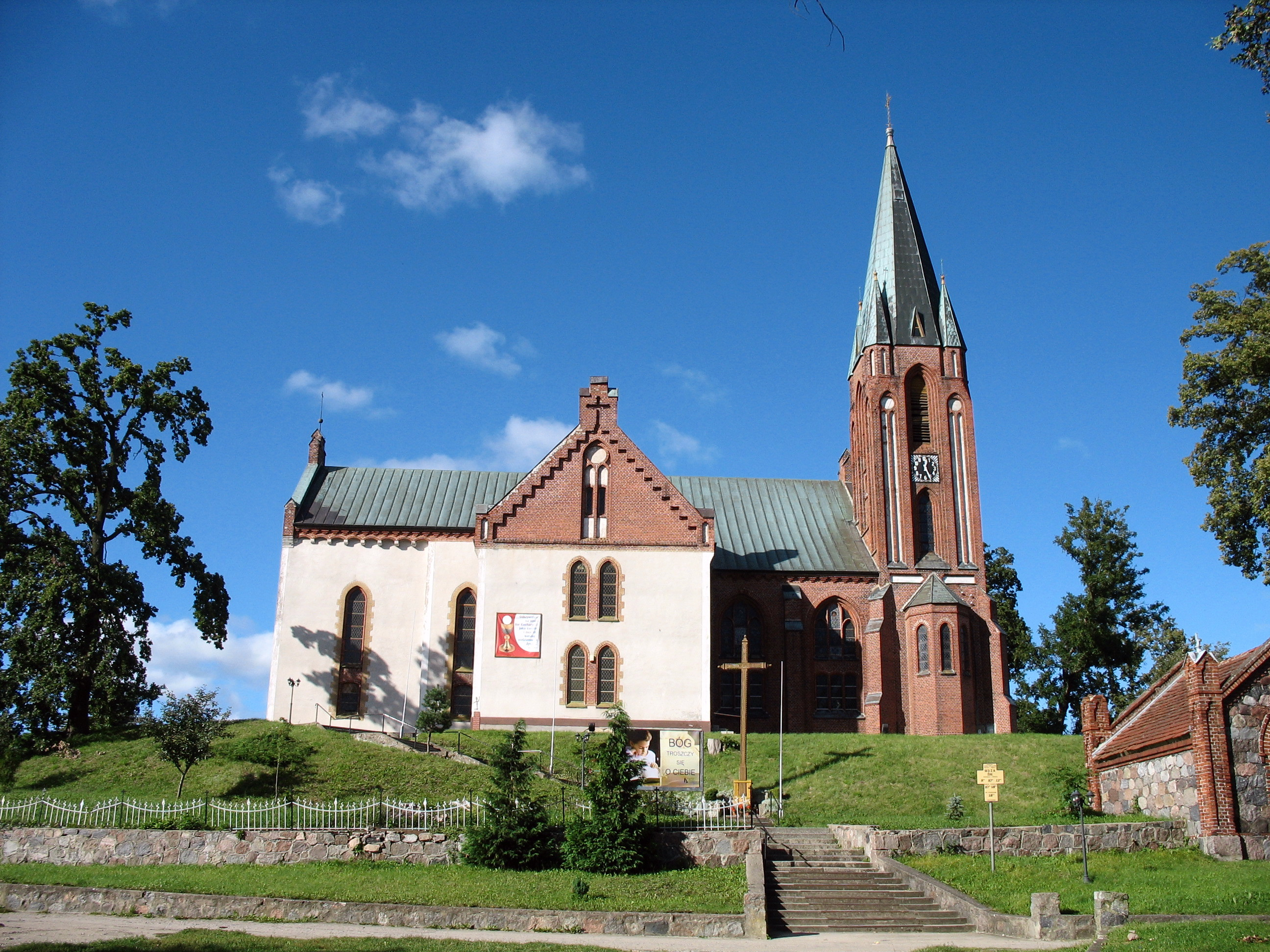